# Gustaf Bergström (skådespelare)
Erik Gustaf Adolf Bergström, född 24 juni 1837 i Stockholm, död där 9 november 1904, var en svensk skådespelare och teaterledare.
Bergström var 1858–1859 anställd vid Ladugårdslandsteatern, 1859–1872 vid Södra teatern, och ledde tillsammans med Gustaf Haqvinius Mindre teatern 1872–1876 och 1876–1882 Södra teatern. Åren 1882–1883 ledde han ensam Södra teatern, där han 1883–1899 var anställd, varefter han 1899 anställdes vid Dramatiska teatern.
Bergström hade sina största framgångar som komisk skådespelare. Bland hans roller märks Dardanell i Herr Dardanell och hans upptåg på landet, Kalle Kafle i Hvetebröd och rågbröd, Passepartout i Jorden runt på 80 dagar, Knäcksell i Positivhalaren, Pettersson i Andersson, Pettersson och Lundström, Klint i Svärfar, Crusius i Storstadsluft, Peterman i Petermans flickor och Grot i Fästmanssoffan.
Bergström var 1867–1870 gift med skådespelaren Charlotte Lundgaardh.

## Teater

### Roller (ej komplett)
| År   | Roll                       | Produktion                                                                                   | Regi | Teater             |
| ---- | -------------------------- | -------------------------------------------------------------------------------------------- | ---- | ------------------ |
| 1865 | Pettersson, skräddargesäll | Andersson, Pettersson och Lundström Frans Hodell                                             |      | Södra Teatern      |
| 1875 |                            | Lucifers minister Erik Bøgh                                                                  |      | Mindre teatern     |
| 1875 | Prins Casimir              | Prinsessan av Trebizonde Jacques Offenbach, Charles-Louis-Étienne Nuitter och Étienne Tréfeu |      | Mindre teatern     |
| 1876 | Lasse                      | Nerkingarne Axel Anrep                                                                       |      | Mindre teatern     |
| 1876 | Passepartout               | Jorden runt på åttio dagar Jules Verne och Adolphe d'Ennery                                  |      | Djurgårdsteatern   |
| 1876 | Generalen                  | Fatiniza Franz von Suppé, Friedrich Zell och Richard Genée                                   |      | Södra Teatern      |
| 1889 | Bollwitz, kapitalist       | Papageno Rudolf Kneisel                                                                      |      | Södra Teatern      |
| 1889 |                            | Ett köpmanshus i skärgården Frans Hedberg efter Emelie Flygare-Carlén                        |      | Djurgårdsteatern   |
| 1894 | Stephen Spettigue          | Charleys tant Brandon Thomas                                                                 |      | Södra Teatern      |
| 1899 | Ducorbeau                  | Rocamboles arvingar Charles Varin                                                            |      | Södra Teatern      |
| 1899 | Komikern                   | Den stora sträjken, revy                                                                     |      | Södra Teatern      |
| 1902 | Colombin                   | Historiska slottet Alexandre Bisson                                                          |      | Dramatiska Teatern |
| 1903 | Hårleman                   | Guld och gröna skogar Tor Hedberg                                                            |      | Dramatiska Teatern |
| 1904 | Cartahaut                  | Fregattkaptenen Frans Hedberg                                                                |      | Dramatiska Teatern |

## Bilder

Frans Hodell, August Warberg och Gustaf Bergström som Andersson, Pettersson och Lundström, Södra Teatern 1865.
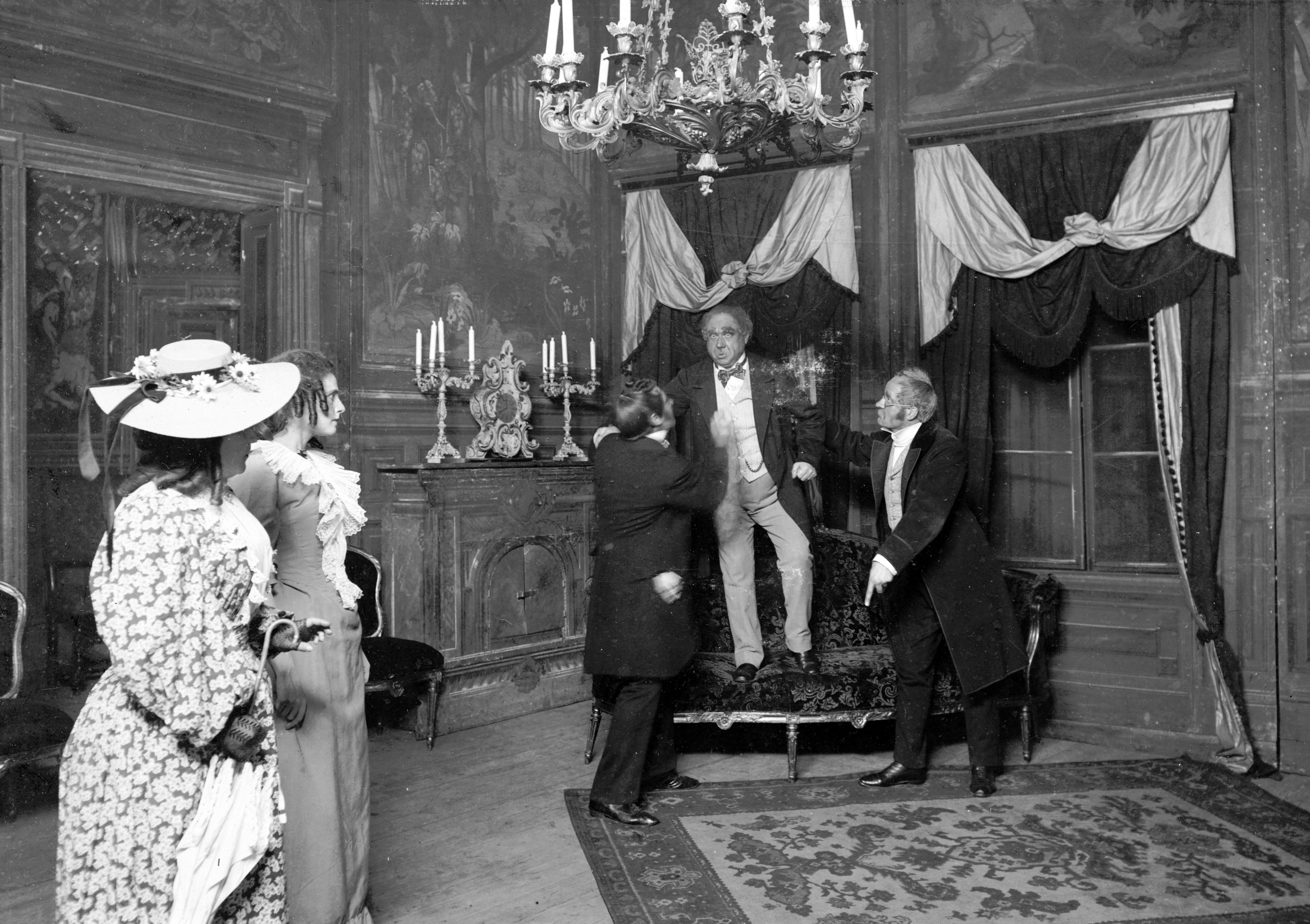
Mia Hagman som Fru Cornebois, Gerda Stiegler som Juliette, Axel Wesslau som Cornebois, Gustaf Bergström som Ducorbeau och Gunnar Lundberg som Crétinot i Rocamboles arvingar, Södra Teatern 1899.